# Hållställe
Hållställe är en järnvägsterm avseende en plats inom driftplats gränser som är avsedd för resandes av- och påstigning men som inte är driftplatsens huvudsakliga plats för detta ändamål. Hållstället är utmärkt med ett särskilt namn.
Exempel på hållställen (Parentes anger driftplatstillhörighet):
- Östersund Västra (Östersund C)
- Jamtli (Östersund C)
- Fagersta Norra (Fagersta C)
- Ramnäs (Brattheden)
- Örebro södra (Örebro C)
- Tannefors (Linköping C)
- Lödöse södra (Alvhem)